# Prix Louis-Bachelier
Le prix Louis-Bachelier est un prix européen de mathématiques appliquées, couronnant des contributions majeures à la  modélisation mathématique en finance et le contrôle des risques financiers.

## Description
Le prix a été créé en 2007 par la SMAI et la Fondation Natixis pour la recherche quantitative et l'Académie française des sciences. Ce prix de 20 000 euros, décerné tous les deux ans, est destiné à récompenser un scientifique de moins de 45 ans pour des contributions majeures à la  modélisation mathématique en finance et le contrôle des risques financiers. Les candidats doivent être résidents permanents d’un pays de l’Union Européenne.
Les quatre premières éditions du prix ont été attribués par l'Académie des sciences. Depuis 2016, le prix est attribué par la London Mathematical Society.
Son intitulé honore la mémoire du mathématicien Louis Bachelier, pionnier de la théorie des probabilités et de la modélisation mathématique en finance.

## Lauréats
- 2024 :  Peter Tankov
- 2022 : Beatrice Acciaio
- 2020 : Mathieu Rosenbaum
- 2018 : Pauline Barrieu
- 2016 : Damir Filipović[2]
- 2014 : Josef Teichmann
- 2012 : Nizar Touzi
- 2010 : Rama Cont
- 2007 : Huyen Pham[3]